# بيتر دورمان
بيتر دورمان (بالإنجليزية: Peter Dorman)‏ هو عالم مصريات أمريكي، ولد في 1948.
عالم الأنثربولوجيا بيتر فيتزجيرالد دورمان، هو كاتب كتب وعالم فقه ومصريات.  كان مؤخرًا أستاذًا للتاريخ والآثار في الجامعة الأمريكية في بيروت (AUB) ، وشغل منصب الرئيس الخامس عشر للجامعة من عام 2008 إلى عام 2015. قضى معظم حياته المهنية كأستاذ وكرسي في قسم لغات وحضارات الشرق الأدنى (NELC) بجامعة شيكاغو ، وكان مديرًا لـ Chicago House في الأقصر ، وهو المشروع الميداني للمسح الكتابي التابع للمعهد الشرقي.  وهو حاليًا أستاذ فخري بجامعة شيكاغو.